# Metropolitansko mesto Cagliari
Metropolitansko mesto Cagliari (italijansko città metropolitana di Cagliari; sardinsko tzittadi metropolitana de Casteddu) je metropolitansko mesto na Sardiniji v Italiji. Njegovo glavno mesto je mesto Cagliari in vključuje 17 občin (comune). Ustanovljeno je bilo z zakonom leta 2016 in je nadomestilo pokrajino Cagliari. Trenutno je župan Cagliarija Massimo Zedda. Prebivalcev ima približno 432.000. Ta številka lahko naraste zaradi vožnje v funkcionalno mestno območje na približno 477.000.

## Geografija
Metropolitansko mesto Cagliari se razprostira na južnem delu nižine Campidano, med dvema gorskima verigama. Pogorje Sulcis je na zahodu in vključuje Monti Arcosu, Monte Serpeddi in Punta Sebera. Na vzhodu je pogorje Monte Linias, vključno s Punta Serpeddì in Sette Fratelli. Te gore so sestavljene iz ordovicijskega skrilavca in karbonskega granita in ne presegajo 1000 m. Izjema je Monte Is Caravius, ki meri 1116 m.

### Podnebje
Metropolitansko mesto Cagliari ima sredozemsko podnebje z vročimi, suhimi poletji in blagimi zimami. Nenavadno je, da se poletne temperature dvignejo nad 40 °C, pogosto z visoko vlažnostjo, medtem ko so pozimi rekordno nizke temperature pod ničlo. Močne snežne padavine so redke; povprečno vsakih trideset let. Januar je najhladnejši mesec s povprečno temperaturo okoli 10 °C. Avgust je najtoplejši mesec s povprečno temperaturo okoli 25 °C. Dejavnost afriškega anticiklona lahko povzroči vročinske valove, ki se začnejo junija. Od sredine junija do sredine septembra je dež redek in se pojavi v popoldanskih nevihtah. Septembra se začne deževno obdobje, prvi hladni dnevi pa pridejo decembra, običajno najbolj mokrega meseca. Vetrovi so pogosti, zlasti mistral in jugo; v poletnih dneh morski jug (s'imbattu) zniža temperaturo in vlago.
V okoliških gorah je podnebje zelo drugačno z obilico povprečnih padavin, mrzlimi zimami in blagimi toplimi poletji (Csb po Köppnovi podnebni klasifikaciji).

## Metropolitanske občine
| Občina (v italijanščini in sardinščini) | Površina (km2) | Štetje 2001 | Januar 2018 | %    | Gostota/km2 | Oddaljenost od centra mesta (km) |
| --------------------------------------- | -------------- | ----------- | ----------- | ---- | ----------- | -------------------------------- |
| Cagliari / Casteddu                     | 85,45          | 164.249     | 154.106     | -6,0 | 1808        | 0                                |
| Quartu Sant'Elena / Quartu Sant'Aleni   | 96.20          | 68.040      | 70.879      | 4,5  | 739         | 9                                |
| Selargius/Ceraxius                      | 26,71          | 27.440      | 28.896      | 5,6  | 1085        | 9                                |
| Assemini / Assèmini                     | 117,50         | 23.973      | 26.901      | 11,3 | 227         | 14                               |
| Capoterra / Cabuderra                   | 68,25          | 21.391      | 23.583      | 10,6 | 347         | 20                               |
| Sestu                                   | 48,32          | 15.233      | 20.958      | 36,5 | 430         | 11                               |
| Monserrato / Pauli                      | 6,50           | 20.356      | 19.771      | -2,5 | 3085        | 7                                |
| Sinnai / Sìnnia                         | 223,38         | 15.235      | 17.562      | 13,0 | 77          | 15                               |
| Quartucciu                              | 27,87          | 10.766      | 13.234      | 22,8 | 474         | 9                                |
| Elmas / Su Masu                         | 13,70          | 7930        | 9546        | 18,5 | 686         | 10                               |
| Uta / Uda                               | 134,46         | 6692        | 8696        | 27,8 | 64          | 29                               |
| Decimomannu / Deximumannu               | 28,05          | 6836        | 8,234       | 19,1 | 290         | 19                               |
| Maracalagonis                           | 101,60         | 6731        | 7980        | 17,5 | 78          | 18                               |
| Pula                                    | 138,79         | 6535        | 7338        | 13,6 | 53          | 33                               |
| Settimo San Pietro                      | 23,21          | 5949        | 6760        | 12,6 | 289         | 13                               |
| Sarroch / Sarroccu                      | 67,88          | 5243        | 5283        | 0,0  | 77          | 25                               |
| Villa San Pietro / Santu Perdu          | 39,61          | 1778        | 2138        | 18,0 | 53          | 21                               |
| Total                                   | 1248,42        | 414.377     | 431.955     | 4,2  | 346         |                                  |

Ker 470 km² prekrivajo gozdovi, lagune, ribniki in slana močvirja, je dejansko poseljena površina 777,8 km². Tako se realna gostota prebivalstva dvigne na 553 prebivalcev/km².
Leta 1861 so imele občine sedanjega metropolitanskega mesta 67.063 prebivalcev, ožje mesto pa 33.491. Od takrat je imelo mesto rast prebivalstva za 461 %, medtem ko so se metropolitanske občine kot vse povečale za 644 %. Tistega leta je imel Cagliari 50 % prebivalcev metropolitanskega območja, zdaj pa le 36 %.

## Gospodarstvo
Po podatkih Ministrstva za gospodarstvo in finance iz leta 2014 je bil dohodek na prebivalca prebivalcev Cagliarija 122 % državnega povprečja; za metropolitansko območje je bil 103 %, za Sardinijo kot celoto pa 86 %. 26 % otoškega prebivalstva, ki živi v metropolitanskem mestu Cagliari, proizvede 31 % otoškega BDP, dohodek mestnega območja pa je višji od dohodka preostale Sardinije. Po podatkih Eurostata je leta 2009 metropolitansko območje Cagliarija imelo standard kupne moči (SKM) na prebivalca 21.699 evrov, kar je 92,4 % podatkov Evropske unije (27).
Metropolitansko mesto je imelo 17,7-odstotno stopnjo brezposelnosti. To je višje od nacionalne stopnje brezposelnosti 12,2 % in višje od regionalne stopnje brezposelnosti 17,5 %.
Tradicionalno gospodarstvo je temeljilo na poljedelstvu: gojenju pšenice, oljčnih nasadih in vinogradih, vrtovih in sadovnjakih povsod, kjer je bilo v suhih poletjih dovolj vode. Gore so izkoriščali za drva in premog, ki so jih prodajali v Cagliariju. Na ozemlju Asseminija so bili rudniki, zlasti rudnik železa San Leone. Izkoriščali so tudi velike soline vzhodno in zahodno od Cagliarija.
Trenutno je v glavnem mestu večina upravnih uradov, trgovine na drobno (zlasti v zgodovinskem središču), finančnih storitev, strokovnih uradov in zdravstvenih storitev. Industrija, skladišča in večji nakupovalni centri so skoncentrirani v drugih občinah metropolitanskega območja. Turizem je skoncentriran ob obali.
Leta 2014 je bil pristaniški sistem Cagliari-Sarroch tretji največji v Italiji, merjeno po količini pretočenega blaga.
Območje Macchiareddu-Grogastru med Cagliarijem in Capoterro je v povezavi s pristaniščem Cagliari najpomembnejše industrijsko območje Sardinije. Pristanišče vključuje Cagliari International Container Terminal (CICT) v Giorginu, ki je leta 2002 imel letno prometno zmogljivost 1.000.000 TEU. Multinacionalne korporacije, kot so Coca-Cola, Heineken, Unilever, Bridgestone in Eni Group, imajo tovarne na tem območju. Znotraj metropolitanskega območja v Sarrochu je ena od šestih rafinerij nafte v Evropi, imenovana Saras. Ponudnik komunikacij, Tiscali, ima svoj sedež v okrožju Cagliari.

## Glavne znamenitosti

### Cerkve
V metropolitanskem območju so verski objekti, ki segajo v začetke krščanske prisotnosti na Sardiniji. Kripte cerkva Santa Restituta in Saint Ephysius v Cagliariju so primeri jamskih cerkva, ki so služile v prvih stoletjih krščanske dobe. Prva cerkev, zgrajena po solunskem ediktu Teodozija I., ki je krščanstvo naredil za državno vero Rimskega cesarstva, je bila cerkev svetega Saturnina v Cagliariju. Malo je ostalo od bizantinskega obdobja: edina ohranjena zgradba je majhna cerkev San Giovanni in Assemini. Vendar pa je veliko romanskih cerkva, vključno s cerkvijo sv. Marije v Uti, in baročnih cerkva, kot je Svetišče Marije Bonarske.

### Arheološka najdišča
- Grob velikana Conciasa
- Rimsko gledališče v Nori
- Nuraghe Antigori

V metropolitanskem območju so ruševine vasi iz neolitika in bakrene dobe ter več domus de Janas. Veliko je tudi nuragov; posebej pomembni so Nuragi Diana na obali Quartu Sant'Elena ter nuragi Sa Domu de S'Orcu in Antigori na obali Sarrocha. Globok, sveti vodnjak je v Settimo San Pietro in grob velikanov, Is Concias, na ozemlju Quartucciu. V mestu Nora so ruševine iz punskega in rimskega obdobja. Nekropola Tuvixeddu in rimski amfiteater sta v Cagliariju.

### Metropolitanski gozdovi
Metropolitansko območje je na vzhodu in zahodu omejeno z visokimi gorskimi verigami, ki so večinoma prekrite s sredozemskimi gozdovi, v katerih prevladujejo zimzeleni, hrast, hrast plutovec (Quercus suber) in jagodičnica (arbutus). Z gozdovi upravlja Regionalna agencija za gozdove in se raztezajo na 273 km², približno 22 % celotne površine. Na zahodu je gozd Monte Arcosu – Piscinamanna, ki obsega 35.000 hektarjev. V tem gozdu je WWF (Svetovni sklad za naravo) oaza Monte Arcosu, ustvarjena za zaščito podvrste korziškega navadnega jelena (Cervus elaphus ssp. Corsicanus). Oaza obsega 3600 hektarjev.
Regionalna agencija upravlja druge gozdove zahodno od mesta Cagliari: Is Cannoneris meri 4768 hektarjev, Monti Nieddu 2451 hektarov in Gutturu Mannu 4768 hektarjev. Na vzhodu Agencija upravlja gozd Campidano, ki obsega 1600 hektarjev in gozd Sette Fratelli (Seti Fradis v sardinščini, v prevodu 'sedem bratov'), ki obsega približno 10.000 hektarjev. Gora Sette Fratelli, ki jo pokriva gozd, je obsežen masiv s številnimi grebenastimi vrhovi, od katerih jih je sedem vidnih iz Cagliarija.
Okolje metropolitanskega mesta se glede na nadmorsko višino spreminja glede na temperaturo in količino padavin. V občini Pula, na primer, ima obalna nižina letno povprečno približno 450 mm padavin, medtem ko imajo gore (Is Cannoneris, približno 800 metrov nadmorske višine) več kot 1200 mm. Gozdove naseljujejo korziški navadni jeleni (Cervus elaphus corsicanus), ki so zdaj rešeni pred skorajšnjim izumrtjem, damjaki, ki so bili ponovno naseljeni po izumrtju s tega območja, divja svinja, navadna lisica in kuna zlatica.

### Metropolitanske plaže
V občinah metropolitanskega območja so številne plaže. Ena največjih je plaža Poetto v Cagliariju in Quartu Sant'Elena, 10 km drobnega peska pred Sella del Diavolo. Vzhodno od Cagliarija sta plaži Geremeas (občina Maracalagonis) in Solanas (občina Sinnai), zahodno pa sta plaži Nora in Santa Margherita (občina Pula). Okoliške občine niso del metropolitanskega mesta Villasimius, Castiadas in Domus de Maria imajo nekatere najbolj znane plaže Sardinije.

## Ljudski običaji in narodna oblačila
Sagra ali praznik svetega Efizija, 1. maj, je najlepši ljudski obred na tem območju. Kip svetnika, naloženega na pompozno kočijo, odpeljejo iz kripte, kjer je bil zaprt, do Nore, kjer je bil mučen. Njegova kočija, ki jo spremljajo sardinska milica, Alter Nos (županov predstavnik), folklorne skupine v tradicionalnih oblačilih, peš ali na bogato okrašenih vozovih (traccas) in končno verniki, nadaljuje 32 km. Dogodka se udeleži na tisoče ljudi, kmetov in turistov. 4. maja, ob mraku, se svetnik vrne v mesto, v bolj intimni procesiji.
Drug ljudski običaj je sa coja antiga (l'antico sposalizio selargino v italijanščini ali antična selargino poroka v angleščini), tradicionalni poročni obred, značilen za Selargius. Zaročenca se ob spremljavi verskih pesmi v sardinskem jeziku približata oltarju, kjer podpišeta poročno pogodbo z izmenjavo pisne obljube ljubezni, ki bo razkrita šele po 25 letih zakona. Po obredu ženin vtakne svoj mezinec v obroček verižice, ki obdaja nevestin pas, kar je starodavni znak vezi.
- Verski praznik Sant'Efisio
- Selargius, tradicionalna noša